# قسم تشاهدغال الريفي (مقاطعة فهرج)
قسم تشاهدغال الريفي (بالفارسية: دهستان چاهدگال) هي منطقة سكنية تقع في كرمان في إيران. يقدر عدد سكانها بـ 17,849 نسمة .